# Conservatoire national supérieur de musique et de danse de Paris
Conservatoire national supérieur de musique et de danse de Paris neboli Národní konzervatoř hudby a tance v Paříži je pařížská vysoká škola vyučující hudbě a tanci. Založena byla roku 1795. Budova konzervatoř se nachází v 19. pařížském obvodu na avenue Jean-Jaurès v nové budově z roku 1990.
Roku 1946 byla instituce rozdělena na dvě konzervatoře: dramatickou, vyučující herectví - Conservatoire national supérieur d'art dramatique (CNSAD) a hudební, vyučující hudbu a tanec Conservatoire national supérieur de musique et de danse de Paris (CNSMDP).

## Historie

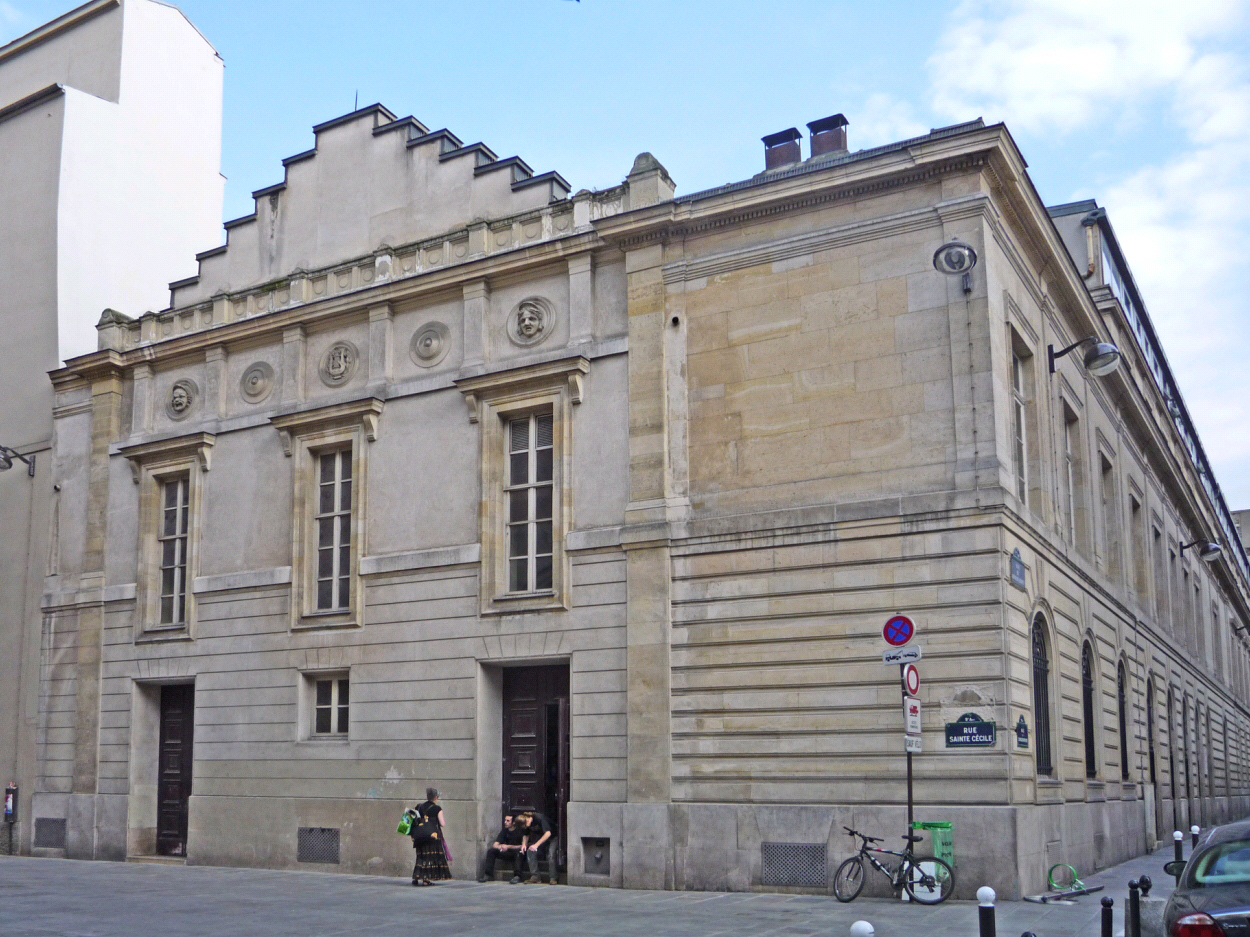
Původní budova konzervatoře (od roku 1911) v 9. obvodu, dnes sídlo CNSAD

### Založení
Předchůdcem konzervatoře byla École Royale de Chant založená 28. června 1669 králem Ludvíkem XIV., obnovená roku 1784 skladatelem François-Josephem Gossecem.
Roku 1793 začala École Royale vyučovat také hudebníky Národní gardy a přejmenovala se na Institut national de musique. V roce 1795 Národní konvent ustavil přeměnu této školy na Conservatoire national supérieur de musique a prvních 350 žáků zahájilo svá studia v říjnu roku 1796.
V roce 1818 byl zdejším profesorem kontrapunktu a fugy jmenován český hudebník Antonín Josef Rejcha, jenž v této funkci nahradil zesnulého Étienna-Nicolase Méhula. Rejcha zde sepsal své teoretické a pedagogické práce pro své žáky. Mezi ně patřli např. George Onslow, Hector Berlioz, Ferenc Liszt, Louis Clapisson, Charles Gounod nebo César Franck.

### Současnost
Ve čtyřicátých letech 19. století se konzervatoř stala jednou z největších a nejprestižnější škol tohoto typu v Evropě. Roku 1946 byla rozdělena na dramatickou a hudební část. Dnes má hudební část konzervatoře okolo 1200 studentů a 350 učitelů v 9 odděleních.

#### CNSAD
Conservatoire national supérieur d'art dramatique dnes sídlí v původní historické budově na rohu ulic rue du Conservatoire a rue Sainte-Cécile v 9. pařížském obvodu.

#### CNSMDP
Hudební konzervatoř sídlí od roku 1990 v novém kampusu v 19. pařížském obvodu